# Powiat ostrowski, Storpolens vojvodskap
Powiat ostrowski är ett administrativt distrikt (powiat) i Storpolens vojvodskap i centrala Polen, med Ostrów Wielkopolski som huvudort. Distriktet hade 161 526 invånare i juni 2019 och omfattar en yta på 1160,65 km².

## Städer och kommuner
Distriktet indelas i åtta kommuner, varav en är stadskommun, tre är stads- och landskommuner och fyra är landskommuner.

### Stadskommun
- Ostrów Wielkopolski (tyska: Ostrowo)

### Stads- och landskommuner
- Nowe Skalmierzyce (Neu Skalmierschütz)
- Odolanów (Adelnau)
- Raszków (Raschkow)

### Landskommuner
- Gmina Ostrów Wielkopolski
- Przygodzice (Przygodzice)
- Sieroszewice (Sieroszewice)
- Sośnie (Sosnie)